# Нікколо Альбергаті
Нікколо́ Альберга́ті (італ. Niccolò Albergati, *1373, Болонья, Італія — †9 травня 1443, Сієна, Італія) — італійський кардинал та дипломат.

## Біографія
Альбергаті народився в Болоньї. У 1394 році вступає в орден картузіанців. Підтримує папу Мартина V.
У 1417 році призначений єпископом Болоньї. Розбудовує рідне місто, створюючи центри освіти.
При різних папах виконує функції дипломата. Відвідує Францію та держави Італії. Заміщає Євгенія IV на конгресі в Аррасі (Франція).
У 1426 призначений кардиналом у «Церкві Святого хреста в Єрусалимі» в Римі. Брав участь в Базельському соборі (1439) і відкрив Флорентійський собор, який сприяв зближенню католицької та православної церков.
Помер 9 травня 1443 року в місті Сієна, Італія.
25 вересня 1744 року Альбергаті оголошено святим католицької церкви.